# Поверхностный точечный кератит
Поверхностный точечный кератит (кератит Тигесона) — хроническое заболевание глаза, затрагивающее эпителий роговицы и не распространяющееся на строму. Впервые описано в 1950 году Филипсом Тигесоном.
Этиология заболевания неясна, хотя предполагается ассоциация с HLA-DR3. В качестве терапии применяются кортикостероиды, циклоспорин, мягкие контактные линзы.